# Semîsotka, Cetatea Albă
Semîsotka (în ucraineană Семисотка) este un sat în comuna Păuleni din raionul Cetatea Albă, regiunea Odesa, Ucraina.

## Demografie
Componența lingvistică a localității Semîsotka
     Română (100%)
Conform recensământului din 2001, toată populația localității Semîsotka era vorbitoare de română (100%).